# Pachydissus boops
Pachydissus boops là một loài bọ cánh cứng trong họ Cerambycidae.